# Angle rentrant et angle saillant

Un angle rentrant

En géométrie, lorsque la mesure d'un angle est comprise entre 0 et 180 degrés, l'angle est dit angle saillant. Les angles aigus, droits, obtus et plats sont donc saillants.
Lorsque cette mesure est entre 180 et 360 degrés, l'angle est dit angle rentrant.